# Schlechtenbeck
Schlechtenbeck ist eine Hofschaft in Radevormwald im Oberbergischen Kreis im nordrhein-westfälischen Regierungsbezirk Köln in Deutschland.

## Lage und Beschreibung
Schlechtenbeck liegt im Nordosten von Radevormwald unmittelbar an den Stadtgrenzen von Halver und Breckerfeld an der Ennepetalsperre. Die Nachbarorte sind Wellershausen, Hinüber, Borbeck und auf dem Stadtgebiet von Halver die Ortschaft Osenberg. Die Gehöfte der Hofschaft sind für die Öffentlichkeit nicht frei zugänglich. Der Bereich der Hofschaft ist von einer weiträumigen Zaunanlage umschlossen.
Politisch wird der Ort durch den Direktkandidaten des Wahlbezirks 180 im Rat der Stadt Radevormwald vertreten.

## Geschichte
Die Topographische Aufnahme der Rheinlande von 1825 zeigt die Hofschaft „Schlechtenbeck“.
1923 erwarb Heinrich Josef Oberheid das Gut Schlechtenbeck. Es blieb bis 1934 in seinem Besitz.
Die Hofschaft liegt unmittelbar an der Hofschaft vorbeiführenden Teilabschnitt der Bergischen Landwehr, welcher von Wuppertal-Elberfeld bis nach Marienheide-Krommenohl reichte. Die Landwehr sicherte das Bergische Territorium vor Einfällen aus dem Märkischen. Der Heimatforscher Gerd Helbeck datiert die Entstehung dieser Landwehr auf das frühe 14. Jahrhundert.

## Wanderwege
Um die Hofschaft in unmittelbarer Nähe herumführende Wanderwege:
- X3: Talsperrenweg
- H im Kreis: Halveraner Rundweg